# アラン・トフト・ハンセン
アラン・トフト・ハンセン（Allan Toft Hansen 1996年5月16日 - ）は、デンマークのハンドボールの選手で、Mors-Thy Håndboldに所属。
彼は、レネ・トフト・ハンセンとHenrik Toft Hansenと Henrik とMajbritt Toft Hansenの弟である。また、Jeanette Toft Hansenの兄である。

## 情報源
1. ↑  “Allan Toft Hansen”.   morsthy.dk. 2018年10月13日閲覧。
2. ↑  “Alle fem Toft-søskende er elitespillere: Hjemmelavet rugbrød er opskriften”. Jyllandsposten. (2017年5月15日) 2018年7月3日閲覧。

## 外部参照
- アラン・トフト・ハンセンのプロフィール で ヨーロッパハンドボール連盟 (英語)
- アラン・トフト・ハンセンのプロフィール でhandball123 （英語）